# سوسک درشت آمریکای مرکزی
سوسک درشت آمریکای مرکزی (نام علمی:  Blaberus giganteus) گونه‌ای سوسک از خانواده سوسک‌های بزرگ است. این حشره یکی از سوسک‌های بزرگ دنیا محسوب می‌شود به طوری که طول جنس نر ۷/۵ سانتی‌متر بوده و ماده تا ۱۰ سانتی‌متر هم می‌رسد. طول عمر سوسک درشت آمریکای مرکزی تا ۲۰ ماه هم می‌رسد. عوامل تغذیه و محل سکونت در طول عمر سوسک مؤثر است.